# Pointe-au-Chêne
Pour les articles homonymes, voir Pointe-aux-Chênes (Louisiane) et Pointe-du-Chêne.
Pointe-au-Chêne est un village compris dans le territoire de l'arrondissement Grenville, dans municipalité de Grenville-sur-la-Rouge en Argenteuil au Québec (Canada). Le village est situé dans la vallée de l'Outaouais, au pied des Laurentides.

## Toponymie
Le village doit son nom à une avancée des terres dans la rivière des Outaouais, la pointe à Legault. Cette péninsule était appelée auparavant la pointe au Chêne parce qu'elle était couverte de chênes.
La crique de Pointe-au-Chêne se jette dans la rivière des Outaouais à la pointe à Legault.

## Géographie
Pointe-au-Chêne est situé à une trentaine de kilomètres à l'ouest de Lachute, chef-lieu d'Argenteuil.
Le village est implanté sur la rive nord de la rivière des Outaouais, au pied d'une colline de 210 mètres d’altitude.
La rivière des Outaouais est un attrait majeur du territoire : Pointe-au-Chêne est un site de villégiature dès les années 1930-1940, mais ses habitations sont progressivement transformées en résidences permanentes,.
En 2016, le village compte 239 logements. Les quelques commerces et services sont surtout destinés à l'usage de la population locale.
Pointe-au-Chêne n'est pas desservi par un service d'aqueduc ni d'égout.

## Histoire
L'établissement humain de Pointe-au-Chêne se forme vers 1816, dans un mouvement de colonisation de la vallée de l'Outaouais. Un bureau de poste est inauguré en 1852.
La municipalité du canton de Grenville est érigée le 1er juillet 1855. Le village de Grenville en est détaché en 1876, puis celui de Calumet en 1918. Pointe-au-Chêne devient alors le chef-lieu et principal établissement humain de la municipalité de Grenville jusqu'à sa dissolution en 2002.
Les registres de la paroisse de Notre-Dame-du-Rosaire-de-Pointe-au-Chêne sont ouverts en 1898. Le premier curé résident s'installe à Pointe-au-Chêne en 1905. À ce moment, la paroisse dessert 35 familles. L'église est fermée en 2006 et le bâtiment est repris par la municipalité.

## Services

### Transports
Le village est situé sur le parcours du chemin de fer Québec-Gatineau.
Il est également traversé par la route 148. Avant l'ouverture de l'autoroute 50, le camionnage y représentait 20 % du trafic total.

### Éducation
Le village compte une école secondaire privée, le Séminaire du Sacré-Coeur, fréquenté par environ 450 élèves issus de Papineau et d'Argenteuil.

### Loisirs, culture et vie communautaire
Une bibliothèque publique et le centre communautaire Campbell occupent l'ancienne église Notre-Dame-du-Rosaire.
Le village compte un cimetière protestant ouvert en 1832, mais inactif.